# Sportovní lezení na Letních olympijských hrách mládeže 2018
Sportovní lezení bylo na letních olympijských hrách mládeže poprvé v roce 2018, v argentinském Buenos Aires od 7. do 10. října 2018.
Závodilo se v kombinaci disciplín podle olympijského formátu, v pořadí disciplín: lezení na rychlost, bouldering a lezení na obtížnost, z kvalifikace postupovalo do finále šest závodníků, body se počítaly násobením výsledků z jednotlivých disciplín (vítězové měli nejméně bodů).
Nominační kvóty u chlapců i dívek byly naplněny na základně výsledků mistrovství světa juniorů 2017 (15/14 závodníků) a z dalších pěti juniorských kontinentálních mistrovství v roce 2017 (vždy 1 závodník, z panamerického 2), z hostující země se účastnila pouze jedna závodnice (celkem 21). bohužeewuiftorewvbřzčv

## Kalendář závodů
- 7. října: kvalifikace dívek (R,B,O)
- 8. října: kvalifikace chlapců (R,B,O)
- 9. října: finále dívek (R,B,O)
- 10. října: finále chlapců (R,B,O)

## Výsledky kombinace

### Chlapci
výsledky šestice finalistů jsou jen z finále

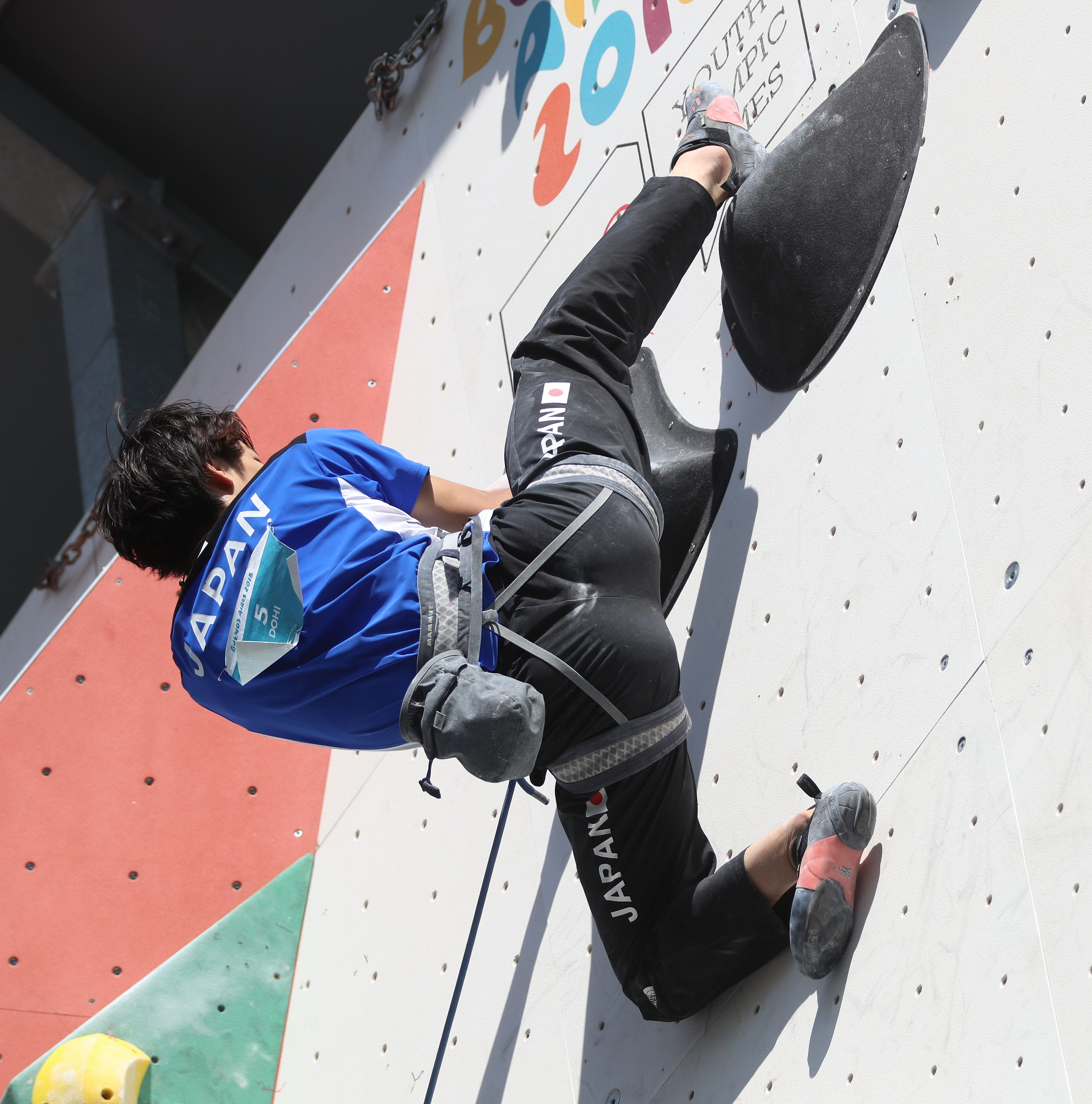
Keita Dohi
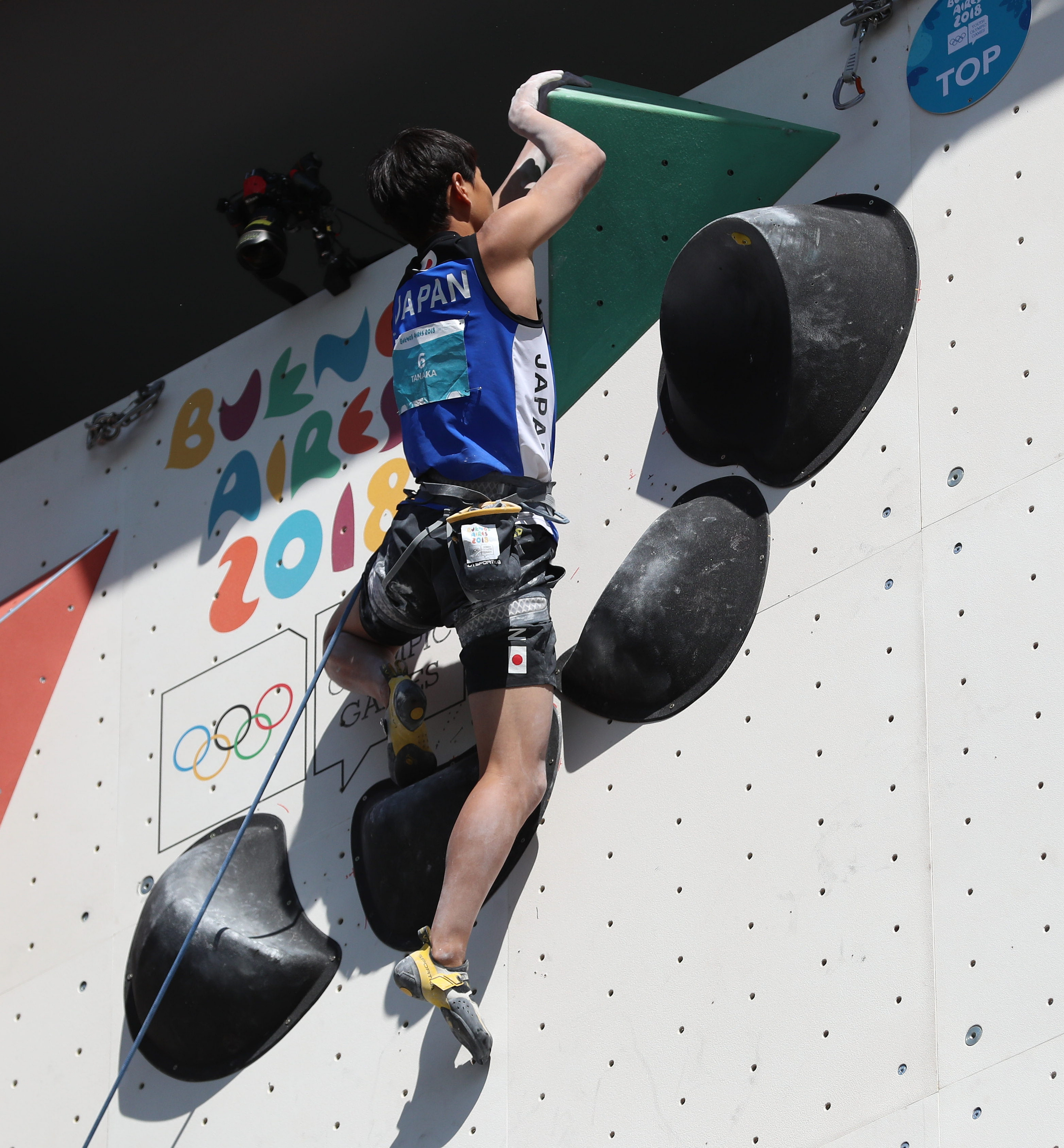
Šúta Tanaka
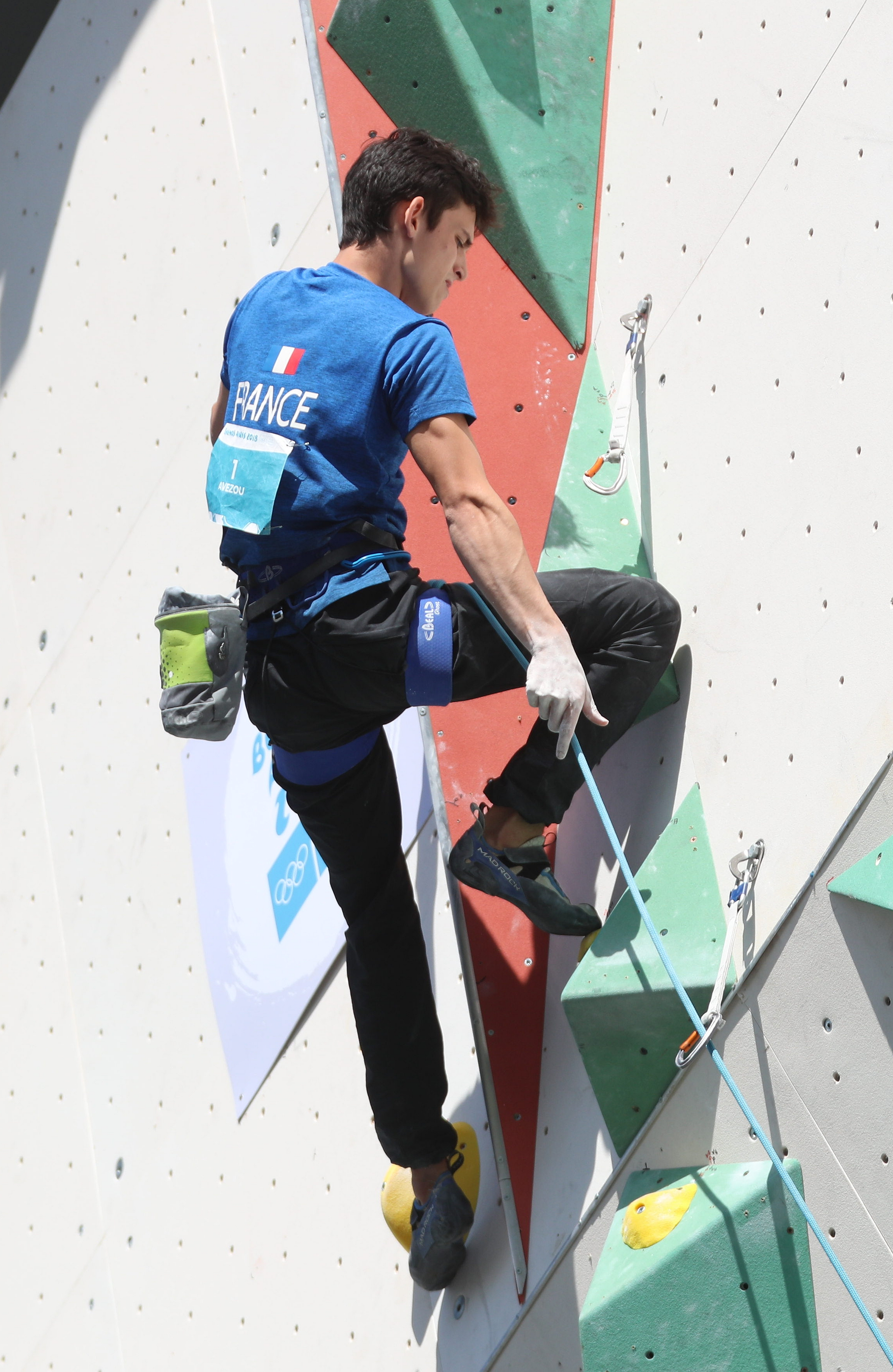
Sam Avezou
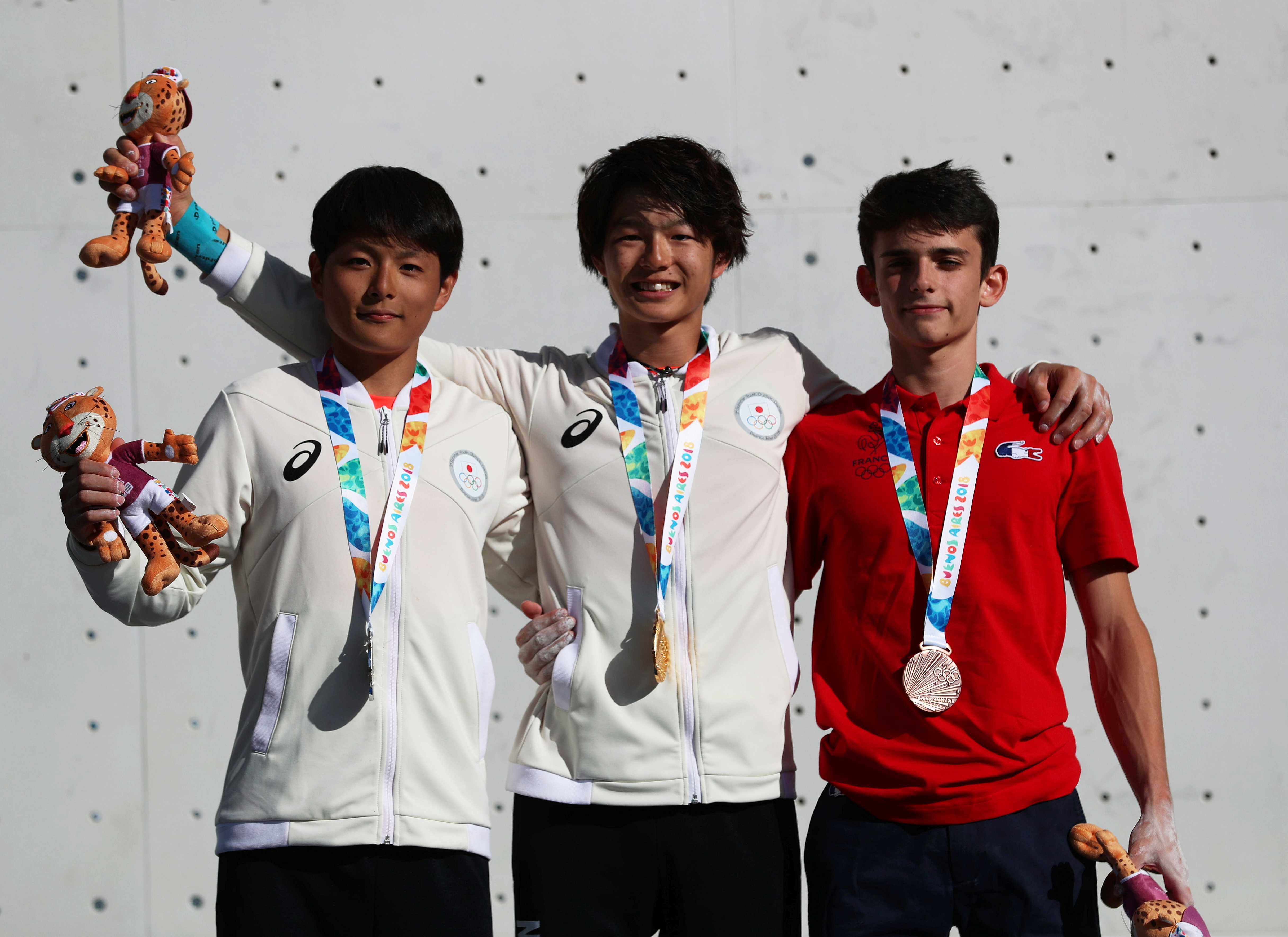
předání cen

| Pořadí | Kombinace                     | Rychlost | Bouldring | Obtížnost | Body  |
| ------ | ----------------------------- | -------- | --------- | --------- | ----- |
| 1      | Keita Dohi                    | 2        | 1         | 3         | 6     |
| 2.     | Šúta Tanaka                   | 6        | 3         | 1         | 18    |
| 3.     | Sam Avezou                    | 1        | 5         | 6         | 30    |
|        |                               |          |           |           |       |
| 4.     | Filip Schenk                  | 4        | 2         | 4         | 32    |
| 5.     | Yufei Pan                     | 3        | 6         | 2         | 36    |
| 6.     | Petar Ivanov                  | 5        | 4         | 5         | 100   |
|        |                               |          |           |           |       |
| 7.     | Nathan Martin                 | 12       | 3         | 9         | 324   |
| 8.     | Donghyun Jang                 | 1        | 20,5      | 19        | 389.5 |
| 9.     | Dichong Huang                 | 5        | 10        | 10        | 500   |
| 10.    | Seongmin Eom                  | 6        | 13        | 7         | 546   |
| 11.    | Yaroslav Tkach                | 2        | 17        | 20        | 680   |
| 12.    | Galo Hernandez                | 10       | 12        | 8         | 960   |
| 13.    | Chong Kiat Mark Chan          | 11       | 8         | 12        | 1056  |
| 14.    | Nickolaie Rivadeneira         | 4        | 20.5      | 14        | 1148  |
| 15.    | Nicolai Uznik                 | 18       | 11        | 6         | 1188  |
| 16.    | Lukas Joris E Franckaert      | 20       | 4         | 17        | 1360  |
| 17.    | Mikel Asier Linacisoro Molina | 8        | 16        | 15        | 1920  |
| 18.    | Bharath Pereira               | 7        | 14        | 21        | 2058  |
| 19.    | Peter Kuric                   | 16       | 18        | 13        | 3744  |
| 20.    | David Anthony Naude           | 17       | 15        | 16        | 4080  |
| 21.    | Ned Middlehurst               | 21       | 19        | 18        | 7182  |

- Keita Dohi
- Šúta Tanaka
- Sam Avezou

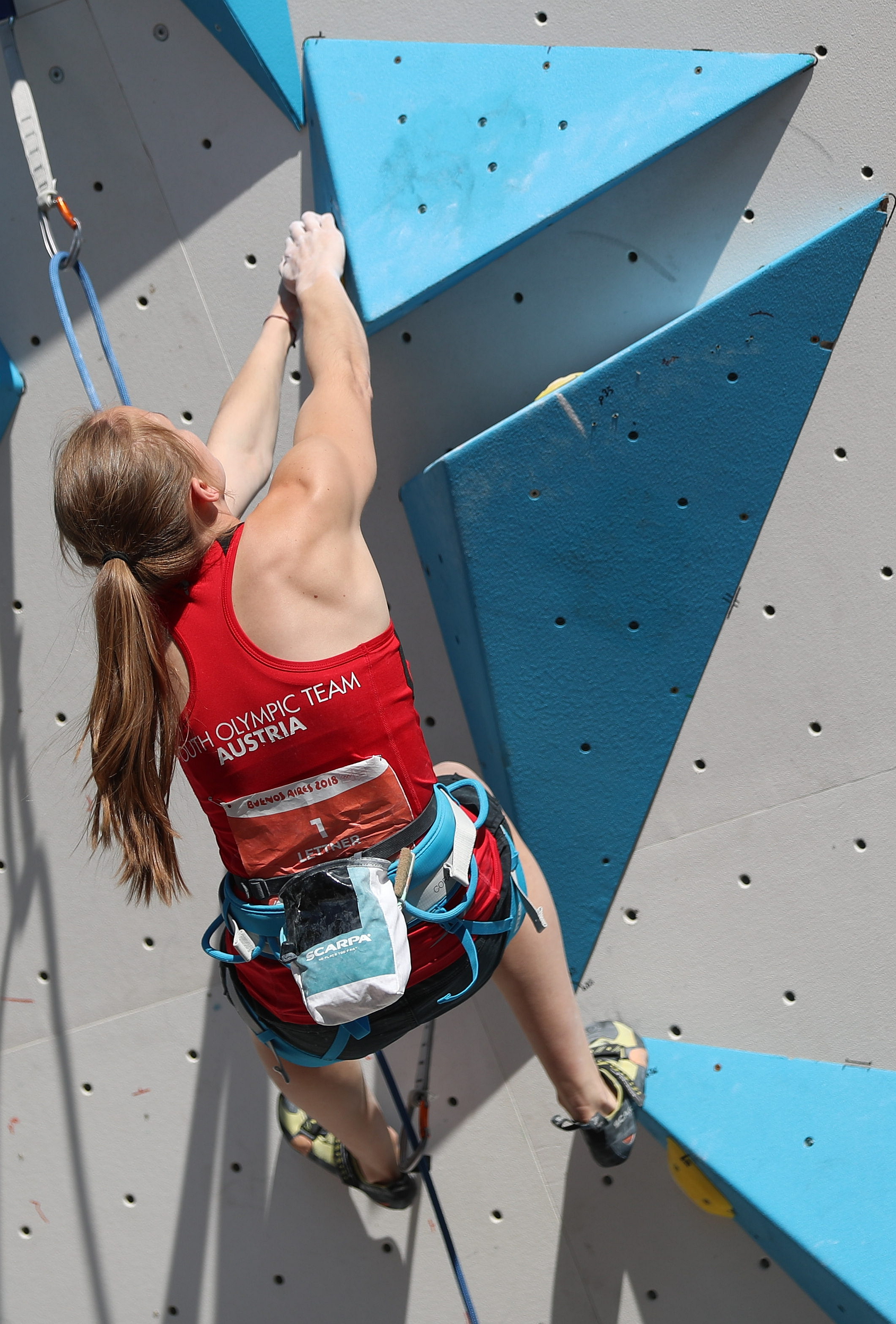
Sandra Lettner
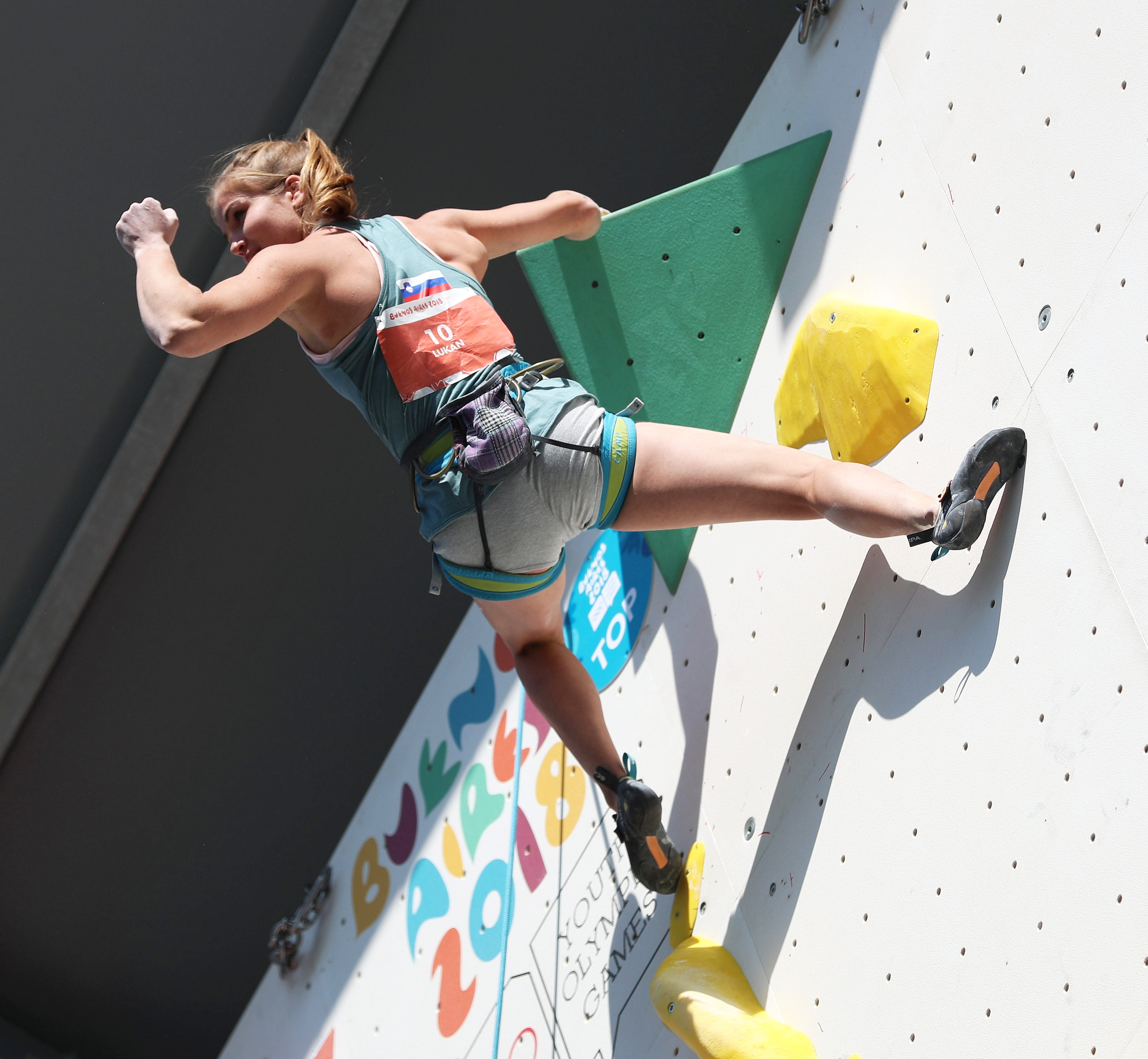
Vita Lukan
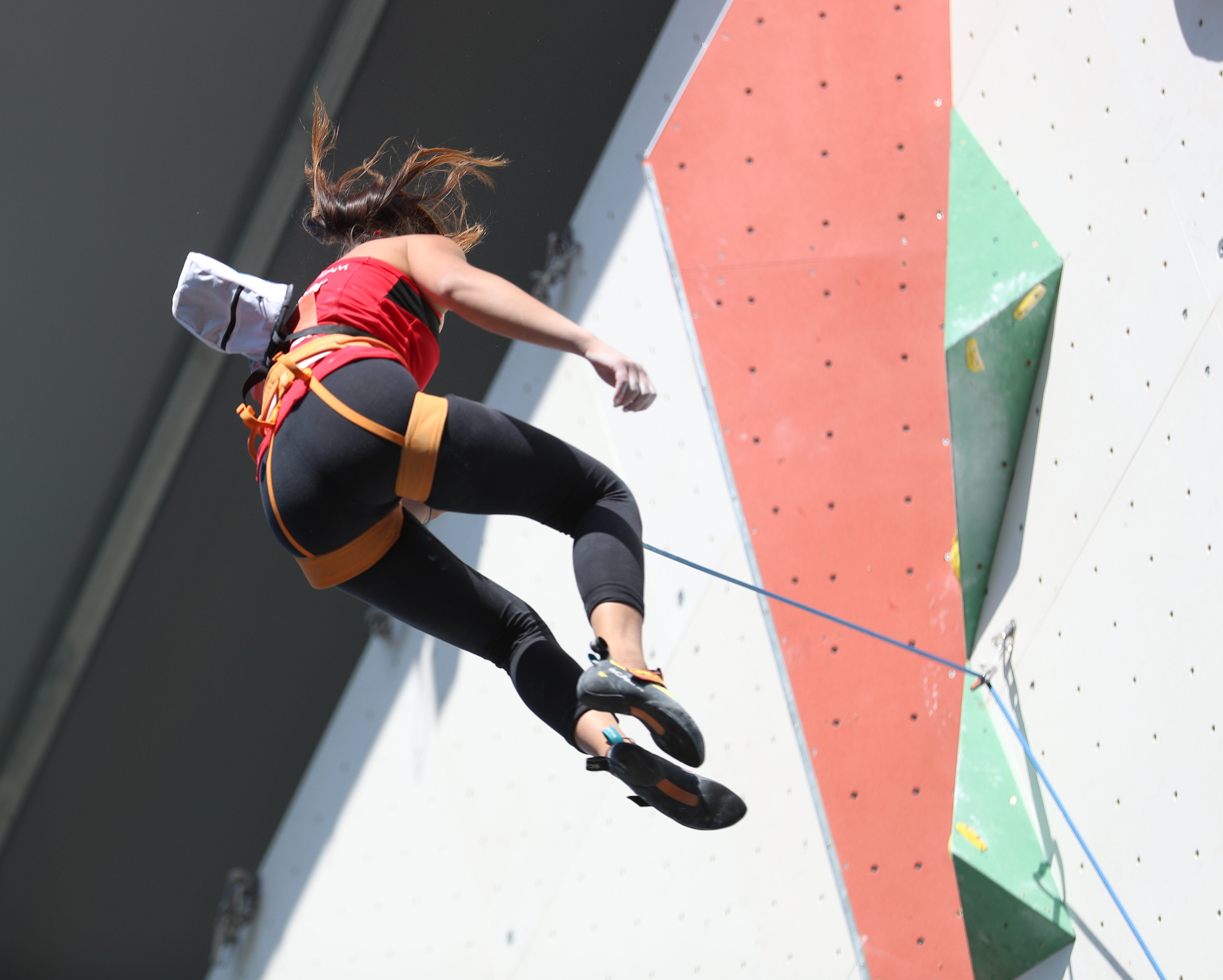
Laura Lammer
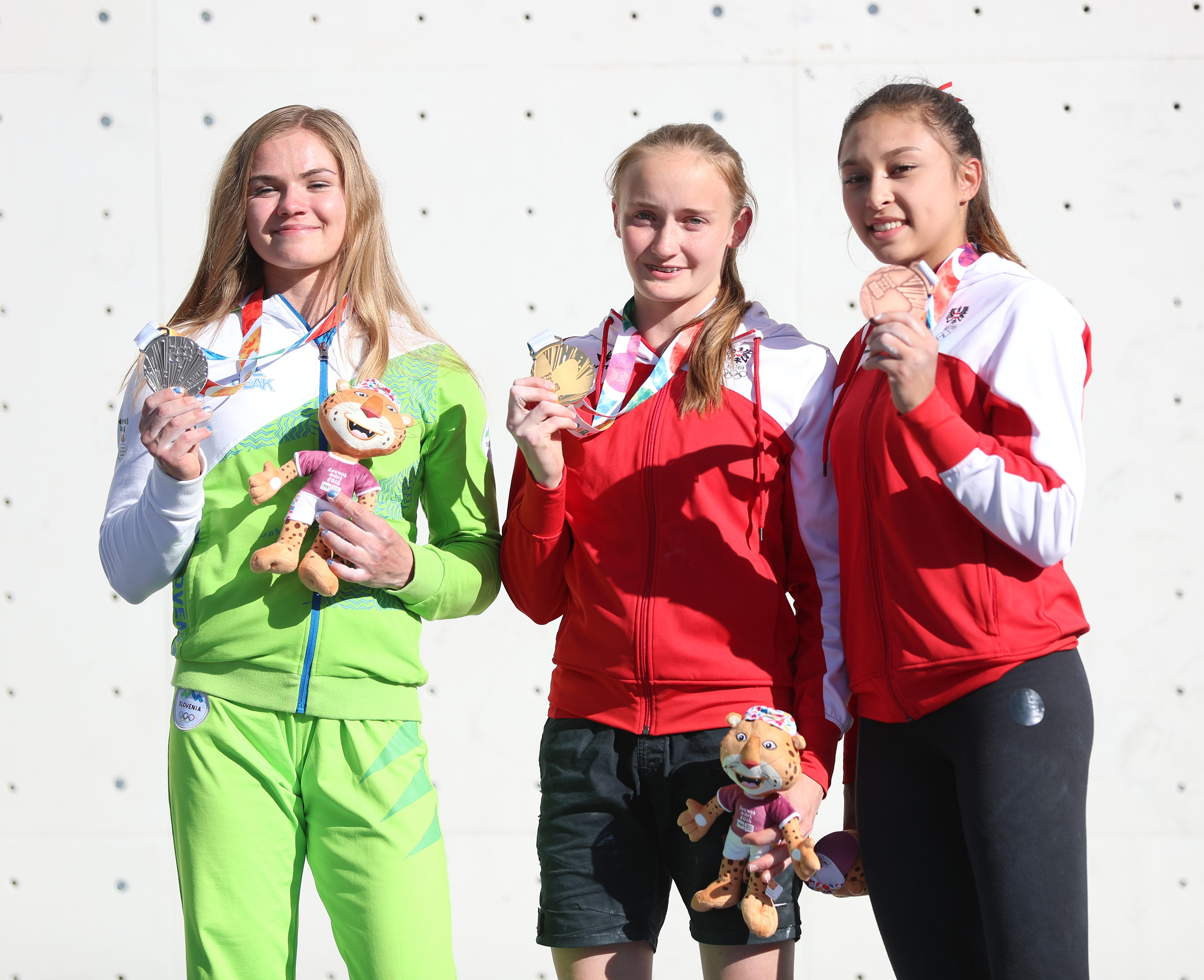
předání cen

### Dívky
výsledky šestice finalistek jsou jen z finále
| Pořadí | Kombinace            | Rychlost | Bouldring | Obtížnost | Body |
| ------ | -------------------- | -------- | --------- | --------- | ---- |
| 1.     | Sandra Lettner       | 3        | 3         | 2         | 18   |
| 2.     | Vita Lukan           | 6        | 1         | 3         | 18   |
| 3.     | Laura Lammer         | 1        | 4         | 5         | 20   |
|        |                      |          |           |           |      |
| 4.     | Hannah Meul          | 4        | 5         | 1         | 20   |
| 5.     | Jelena Krasovská     | 2        | 6         | 4         | 48   |
| 6.     | Mao Nakamura         | 5        | 2         | 6         | 60   |
|        |                      |          |           |           |      |
| 7.     | Aleksandra Kalucka   | 1        | 17        | 16        | 272  |
| 8.     | Natalia Kalucka      | 2        | 12        | 14        | 336  |
| 9.     | Valentina Aguado     | 6        | 7         | 11        | 462  |
| 10.    | Laura Rogora         | 13       | 5         | 8         | 520  |
| 11.    | Nolwenn Arc          | 21       | 10        | 3         | 630  |
| 12.    | Alejandra Contreras  | 5        | 14        | 10        | 700  |
| 13.    | Lucka Rakovec        | 12       | 13        | 5         | 780  |
| 14.    | Luiza Emeleva        | 9        | 8         | 12        | 864  |
| 15.    | Lucile Saurel        | 7        | 11        | 15        | 1155 |
| 16.    | Narada Diszabut      | 11       | 15        | 20        | 3300 |
| 17.    | Hannah Hermann       | 15       | 18        | 13        | 3510 |
| 18.    | Catherine Carkner    | 18       | 16        | 19        | 5472 |
| 19.    | Angela Lara Eckhardt | 19       | 20        | 17        | 6460 |
| 20.    | Annalisa Tognon      | 20       | 19        | 18        | 6840 |
| 21.    | Sarah Tetzlaff       | 16       | 21        | 21        | 7056 |

- Sandra Lettner
- Vita Lukan
- Laura Lammer
- předání cen

### Pořadí zemí
| Pořadí | Stát      | Zlato | Stříbro | Bronz |
| ------ | --------- | ----- | ------- | ----- |
| 1.     | Japonsko  | 1     | 1       |       |
| 2.     | Rakousko  | 1     |         | 1     |
| 3.     | Slovinsko |       | 1       |       |
| 4.     | Francie   |       |         | 1     |